# Neoerythromma cultellatum
Neoerythromma cultellatum – gatunek ważki z rodziny łątkowatych (Coenagrionidae). Występuje w Ameryce Północnej i Południowej – od południa USA (Floryda i Teksas) przez Meksyk i Wielkie Antyle po Wenezuelę.